# スミ子
『スミ子』（スミこ）は、モノコムサ、コムサイズム、コムサスタイル等で展開のアミューズのグッズキャラクター（架空の人物）、およびそれを原作にした日本のテレビアニメ。

## 概要
おしりかじり虫のデザイナーであるうるまでるびがデザインした昭和感あふれる女の子。2006年4月のうるまでるび公式サイト『うるまでるびデラックス』のWEBイラスト日記「今日の気分」が初出。2008年にCDが発売され、グッズ化展開も開始。2012年に第2弾のCDが発売、2014年にはショートアニメとしてテレビアニメ化されている。

## 登場キャラクター
吉田スミ子
声 - 菊池こころ
8歳の小学3年生。地味な女の子だが歌は大好き。
吉田熊五郎
声 - 三木眞一郎
スミ子の父。長距離トラックの運転手。
吉田さくら
声 - 武田華
スミ子の母。ラーメン屋でパート。
つくね
声 - 武田華
吉田家の猫。メス。
沢村くるみ
声 - 佐藤美由希
スミ子の親友。
長沢ゆかり
声 - 芳村れいな
スミ子の親友。
浜田よし子
声 - 福井美樹
スミ子の親友。
浜田よしお
声 - 鉄砲ゆりの
よし子の弟。
魚屋さん
声 - はなび
八百屋さん
声 - 下妻由幸
焼き鳥屋さん
声 - あべそういち
鳥おじいさん
声 - 宮本誉之
野良猫ミッチー
声 - 福井美樹

## CD
モノコムサ、コムサストア等で販売。
1st CD「スミ子Forever」
2008年10月11日発売。販売ルートが限定されながらも、CDの売上は1か月で4000枚を突破した。
「スミ子Forever」
作詞 - としおちゃん / 作曲・編曲 - 山口優 / 歌 - スミ子
「あなたの態度が気に入らない」
作詞 - うるまでるび、松前公高 / 作曲・編曲 - 松前公高 / 歌 - スミ子
2nd CD「スミ子の笑顔」
2012年4月25日発売。アニメーション製作はオペラハウス。
「スミ子の笑顔」
作詞 - としおちゃん / 作曲・編曲 - DANCE☆MAN / 歌 - 會澤あゆみ
「スミ子 Forever」ニューバージョン
作詞 - としおちゃん / 作曲 - 山口優 / 編曲 - DANCE☆MAN / 歌 - 會澤あゆみ

## テレビアニメ
2014年7月から8月までAT-Xにて5分枠で放送された。

### スタッフ
- キャラクター原案・総監修 - うるまでるび
- 監督 - 首藤順
- プロデューサー - 金子隆二、鳥飼えいこ
- 音響監督 - 阿部信行
- 音響製作 - オンリード
- 音楽プロデュース - アミューズ
- アニメーション制作 - オペラハウス（首藤順、中山忍）
- 製作 - スミ子製作委員会

### 主題歌
テーマ曲「スミ子Forever（New Version）」
作詞 - としおちゃん / 作曲 - 山口優 / 編曲 - DANCE☆MAN / 歌 - 會澤あゆみ

### 各話リスト
| 話数 | サブタイトル                         |
| ---- | ------------------------------------ |
| 1話  | ふるかわ町のスミ子ちゃん             |
| 2話  | うみひこ やまひこ いばらひこ         |
| 3話  | おだんごつくろ                       |
| 4話  | ちょっとごめんなさいつくねとミッチー |
| 5話  | おつかれさまお父さん                 |
| 6話  | 帰り道のスミ子                       |
| 7話  | 秘密の鉄橋赤い実                     |
| 8話  | 早く家に帰りたい                     |

### 放送局
| 放送地域 | 放送局 | 放送期間               | 放送日時           | 放送系列 | 備考             |
| -------- | ------ | ---------------------- | ------------------ | -------- | ---------------- |
| 日本全域 | AT-X   | 2014年7月4日 - 8月22日 | 金曜 22:55 - 23:00 | CS放送   | リピート放送あり |